# Gletsjermolen

Schema van het watertransport naar de onderkant van de gletsjer

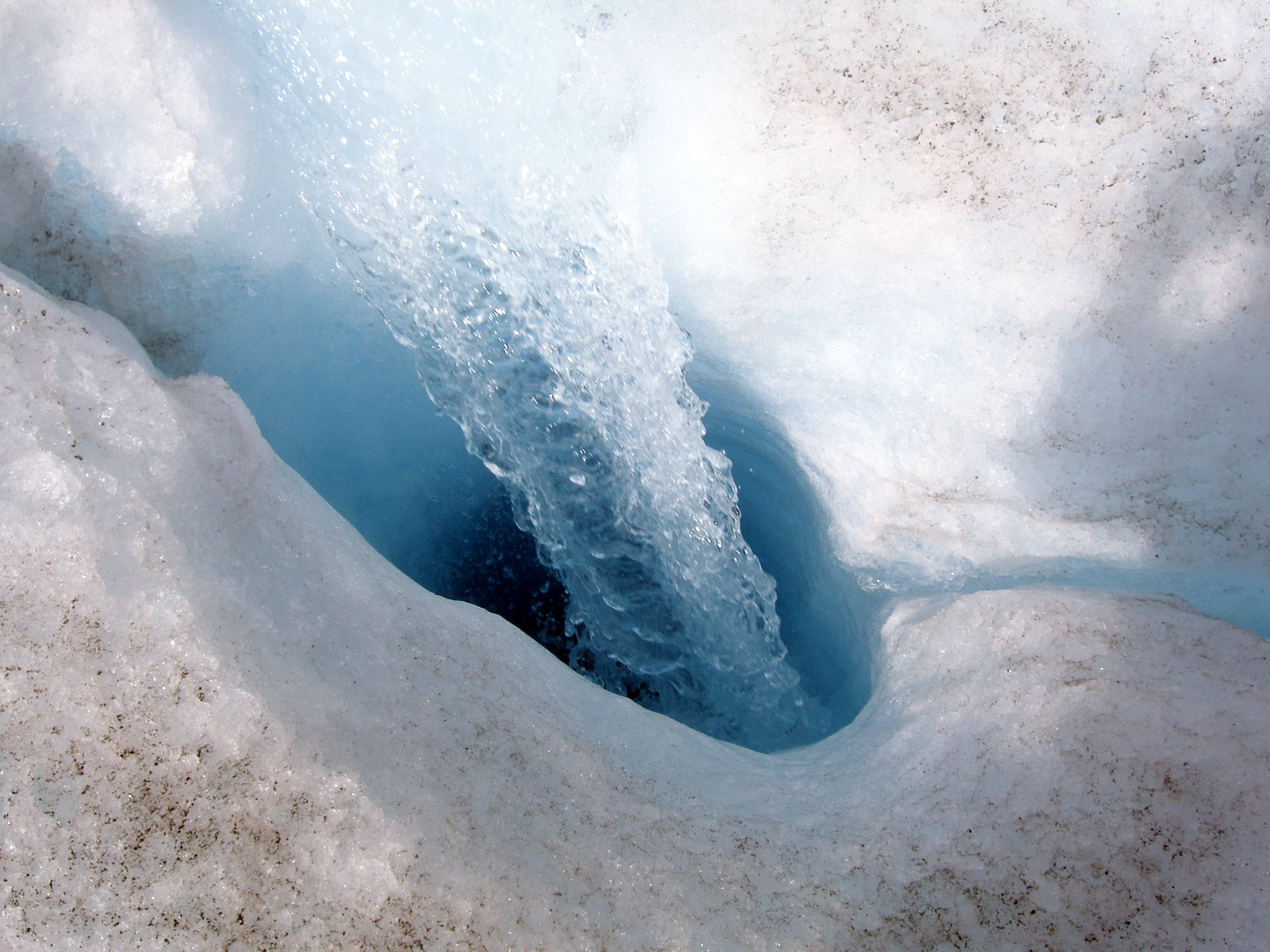
Smeltwater verdwijnt in de molen, Athabascagletsjer

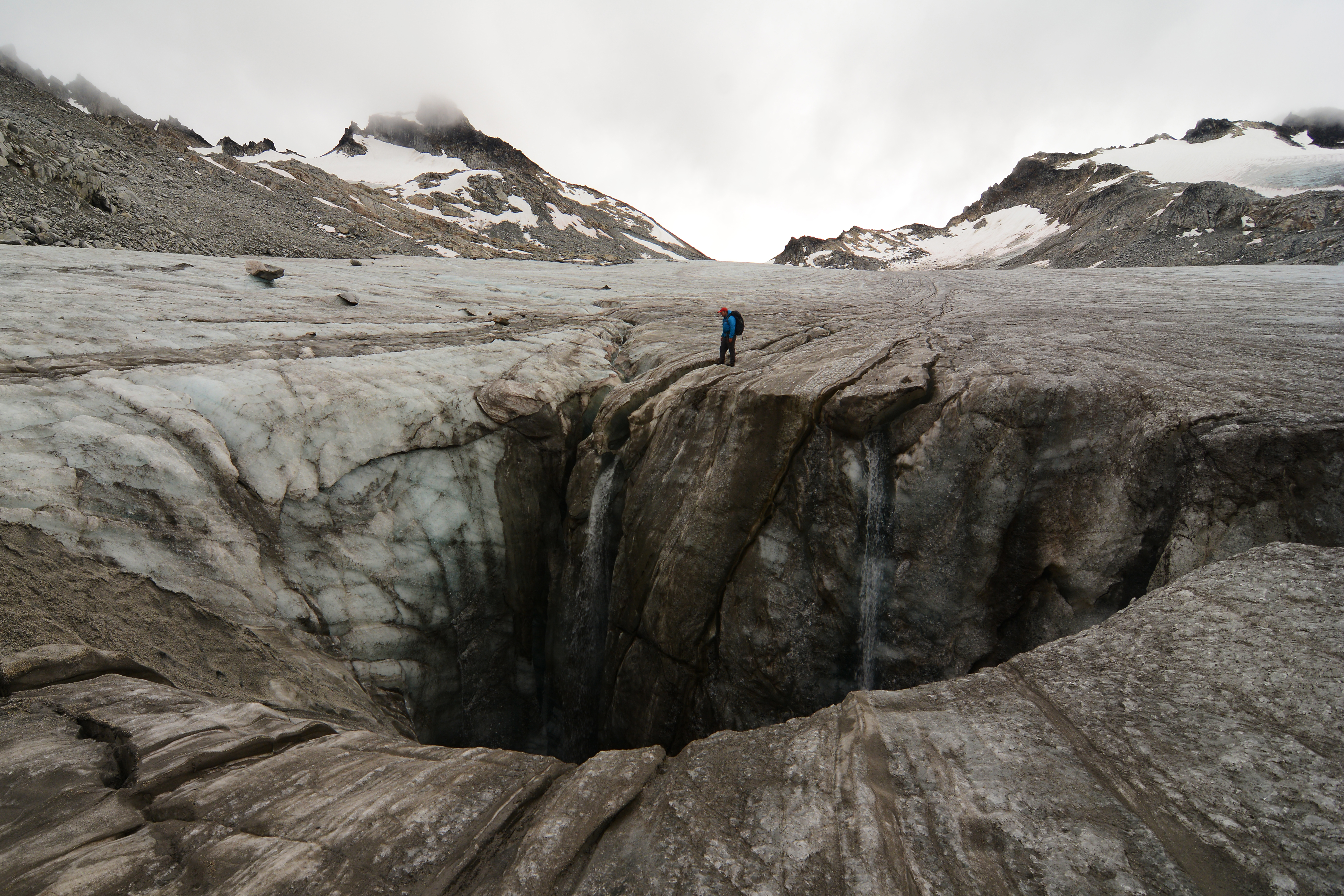
Grote gletsjermolen op Snowbird Glacier, Talkeetnagebergte, Alaska

Een gletsjermolen is een min of meer ronde, verticale of bijna verticale schacht in een gletsjer of ijsplateau, waardoor smeltwater van de oppervlakte naar het binnenste of de bodem van de gletsjer kan stromen. Ze dienen als intern afvoersysteem om de poelen en meertjes smeltwater, die in de warme periode van het jaar ontstaan, weg te laten stromen. Ze kunnen honderden meters diep zijn en tot 10 meter in doorsnee. Ze bevinden zich normaal gesproken op ijsplateaus en de vlakke delen van gletsjers, waar poelen smeltwater niet wegstromen en zich geleidelijk uitdiepen als de zon het water opwarmt. Op Groenland zijn ze te vinden in de golfdalen van het golvende oppervlak van de ijskap, op een hoogte van 500 tot 1500 meter boven zeeniveau. Soms is het uiteinde ervan te zien aan de voorkant van de gletsjer, of aan de rand van een stagnerend gedeelte, waar het water eruit wegstroomt.
De gletsjermolen kan de bodem bereiken, waar het afgevoerde water tussen het ijs en de ondergrond terecht komt en het omlaagschuiven van de gletsjer doet versnellen. Ook kunnen ze de bodem van een gletsjerspleet bereiken (op diepten van 10 tot 40 meter onder de oppervlakte) en vandaar in alle richtingen wegstromen door meer horizontaal verlopende kanaaltjes.
Het smeltwater kan zand en kiezel van verschillende korrelgroottes meevoeren, die daarbij de wanden van van de geltsjermolen spiraalvormig kunnen uitslijten. De benaming molen is afgeleid van de draaiende beweging van het naar beneden stromende water. Bij gletsjers die na het ijstijdvak zijn verdwenen, zijn in de rotsige ondergrond nog kolkgaten te vinden, waar de waterstroom terecht kwam en het meegevoerde zand en steentjes voor erosie zorgde.

## Afbeeldingen

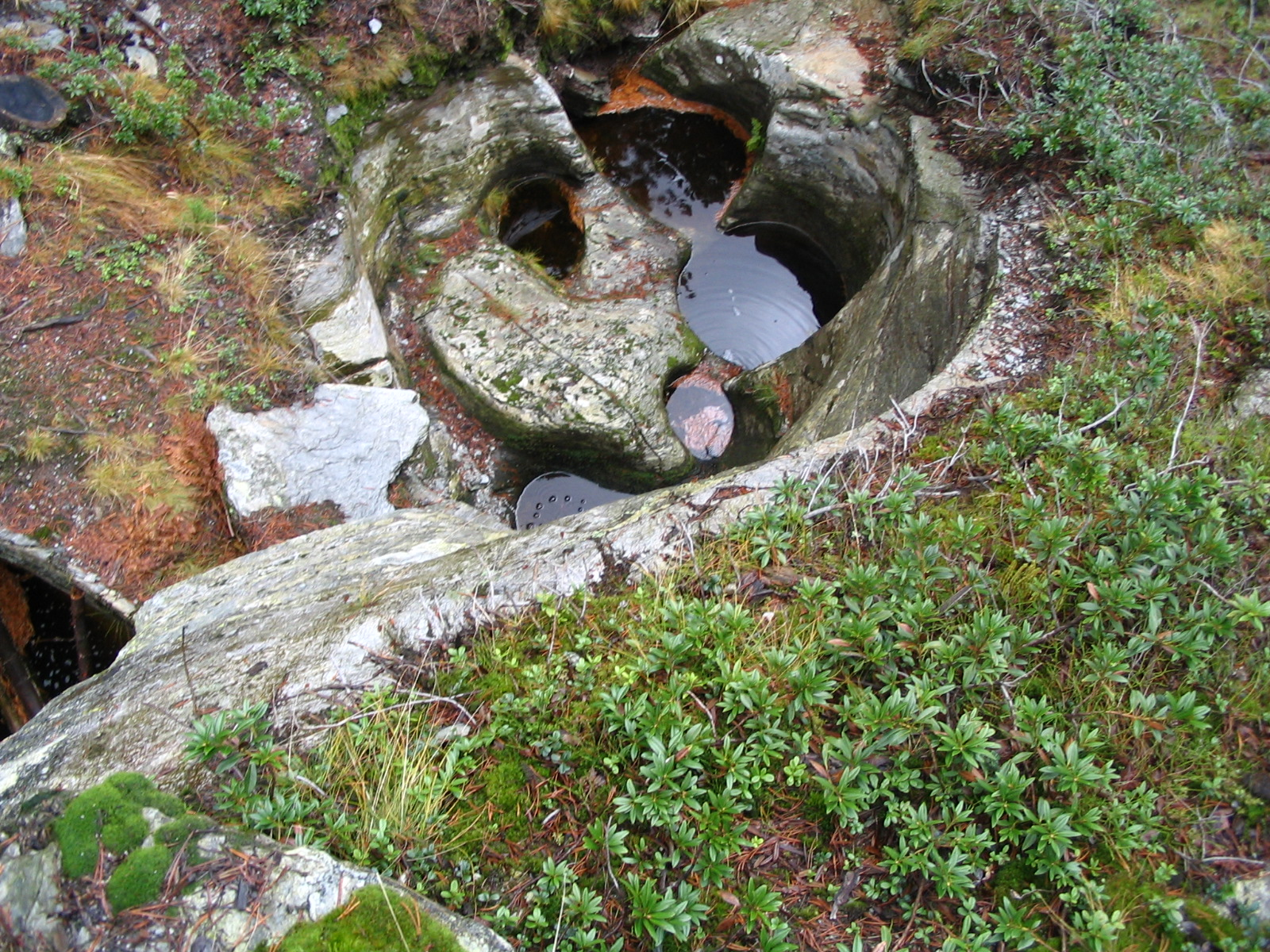
Kolkgat in Maloja, Graubünden
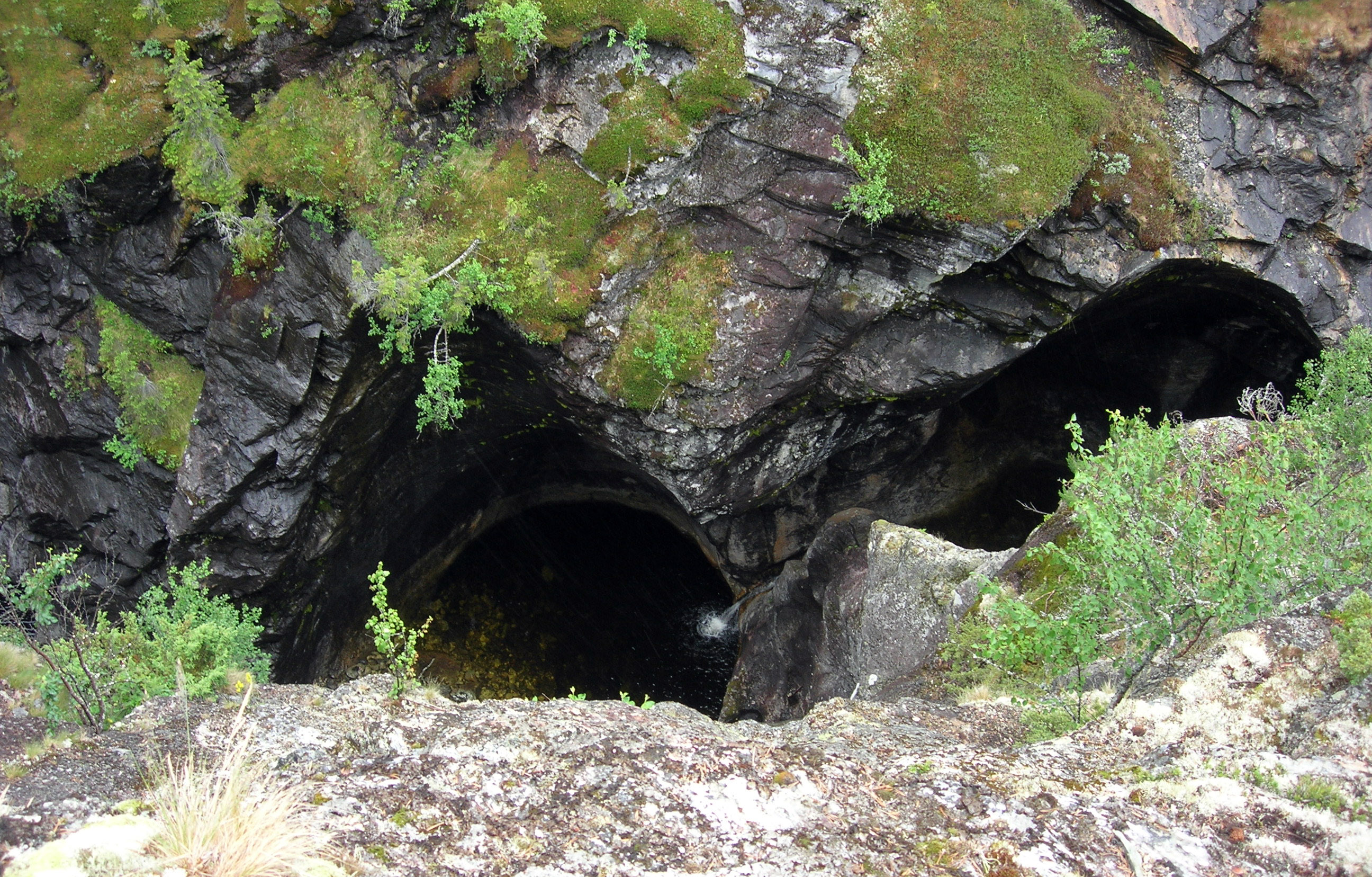
Kolkgat in Helvete, Noorwegen
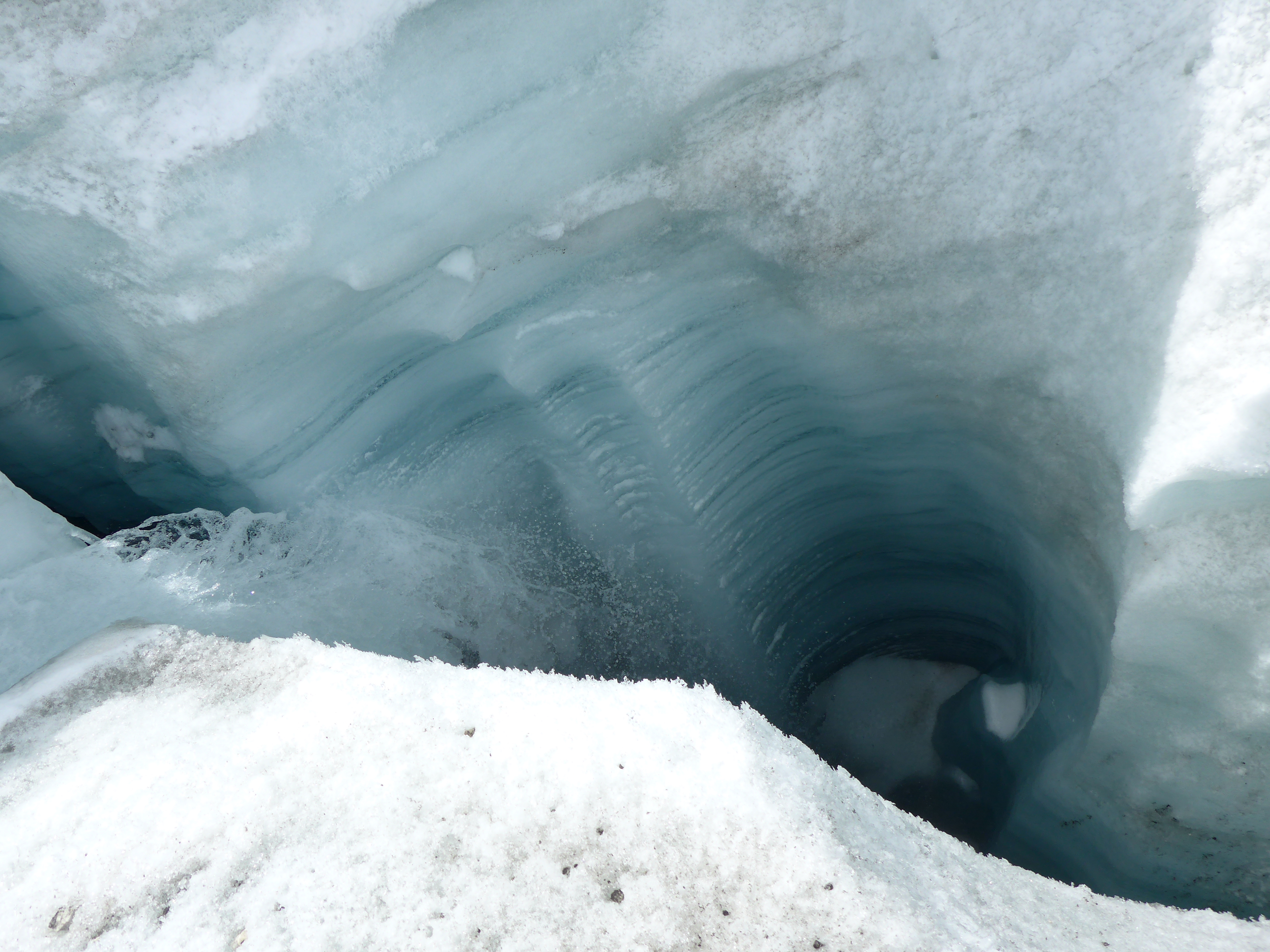
Gletsjermolen op de Brunegggletsjer in de Walliser Alpen, Zwitserland